# Szczawnica
Szczawnica is een stad in het Poolse woiwodschap Klein-Polen, gelegen in de powiat Nowotarski. De oppervlakte bedraagt 87,89 km², het inwonertal 7291 (2005).